# 道明寺粉
道明寺粉（どうみょうじこ）は、水に浸し蒸したもち米を乾燥させて粗めに挽いた食品である
。

## 概要
水に浸し蒸したもち米を乾燥させたものを糒（ほしい）といい、古くから保存食や軍糧に用いられてきた。現在の大阪府藤井寺市にある道明寺の尼僧が作る「道明寺糒」がよく知られることから、糒を適当な大きさに挽き割ったものを道明寺粉と呼び、和菓子の材料などに用いられる。
千年以上の歴史がある道明寺糒は現在も販売されており、包装紙に印字されている「ほしいひ」の文字は豊臣秀吉の直筆とされる。道明寺糒を参考に伊達政宗が仙台で作らせた仙台糒は近代以降に途絶えてしまった。

## 製法
糯米を水に浸し、吸水した後水を切り、古くは、釜の上にせいろを置いて、下から火をたいて蒸した。その蒸し上がった物を天日にさらして乾燥させて、干し飯（ほしいい・ほしい）として保存した
。
乾燥後、粗い方から、全粒、2ツ割れ、3ツ割れ、4ツ割れ、5ツ割れ、の5種類に分類し、用途に応じて使い分ける。5ツ割れよりも小さい(細かい)ものは、色がつかない程度に軽く煎った上で「新引粉(しんびきこ)」として別の食材として利用される
。
現在では蒸した糯米を乾燥機で乾燥し、荒く砕いて篩で粒を揃えて製造したものが「道明寺」という商品として一般的に流通している
。

## 用途

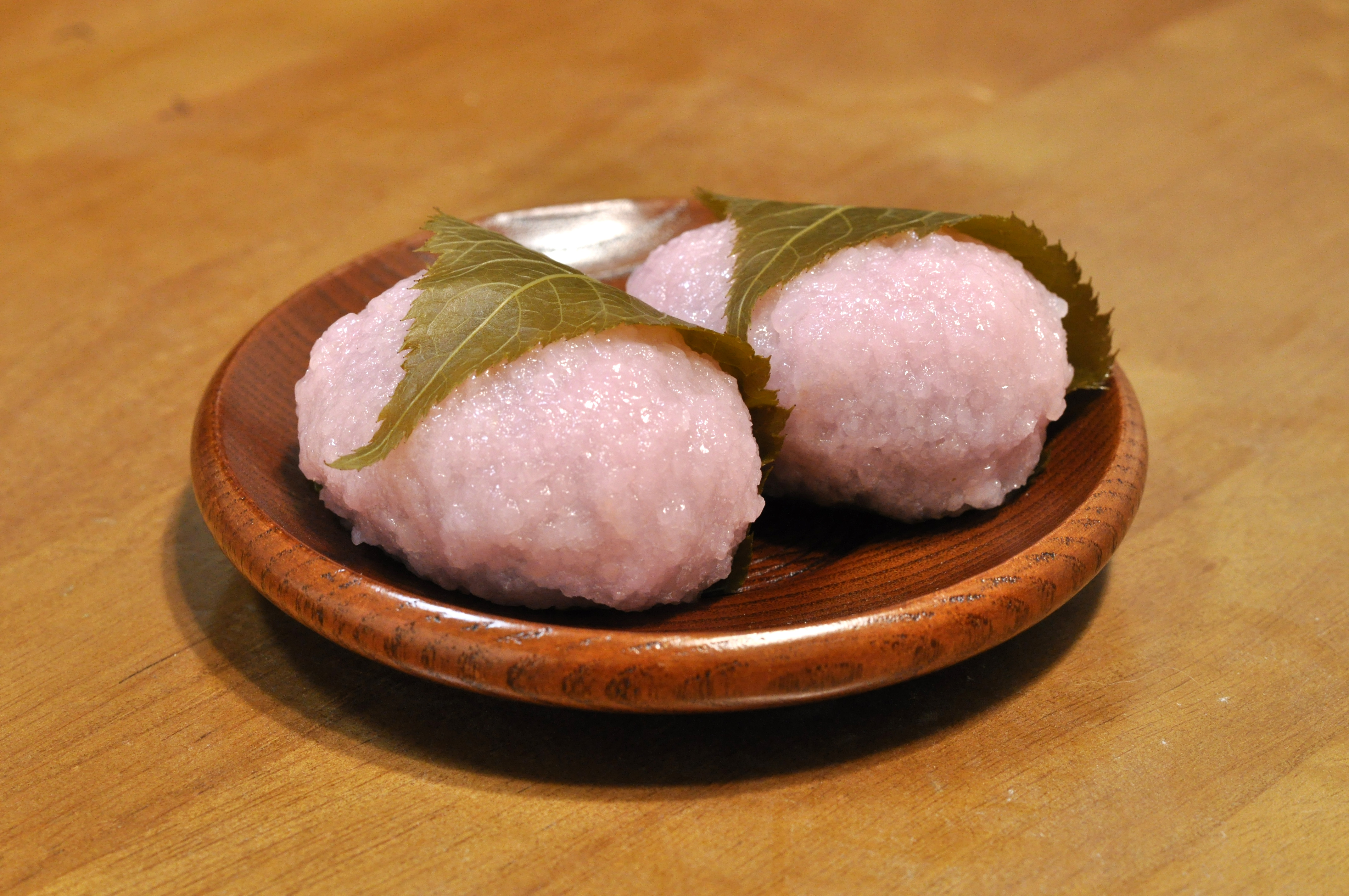
関西風桜餅

現在での主な用途は、おはぎ、関西風桜餅である。椿餅にも用いる
。
起源から判るように保存食として用いることも可能だが、現在では「道明寺粉」として売られているものを保存食として用いる例は少ない。
新引粉はおこしの原料や揚げ物の揚げ衣として用いられる
。